# 魚心あれば嫁心
『魚心あれば嫁心』（うおごころあればよめごころ）は、1998年1月7日から同年3月18日までテレビ東京系列局で放送されていたテレビドラマである。テレビ東京と総合ビジョンの共同製作。全10話。放送時間は毎週水曜 20:00 - 20:54 （日本標準時）。
脚本担当の金子成人は、この作品で1997年度向田邦子賞を受賞した。

## キャスト
- 船津朋江 - 八千草薫
- 船津（篠塚）弥生 - 十朱幸代
- 船津昭一郎 - 渡辺いっけい
- 猪俣すが子 - 樹木希林
- 山崎晴海 - かたせ梨乃
- 酒見和美 - 中島唱子
- 酒見恭介 - 嶋尾康史
- 安丸徹 - 小野寺昭
- 後藤たまき - 高橋ひとみ
- 篠塚美加子 - 大賀勇気

## スタッフ
- 脚本 - 金子成人
- 演出 - 深町幸男、油谷誠至
- プロデューサー - 近藤晋、日下部亮介、大野晴雄
- 音楽 - 福井峻
- 製作 - テレビ東京、総合ビジョン

## 主題歌
- さだまさし「やすらぎ橋」

## サブタイトル
1. ちょっと待ってよ・37歳の息子に、子持ち49歳の恋人が!戸惑う母は…（初回2時間スペシャル、20:00 - 21:54）
2. 忍耐の新婚生活!お手伝いさんと呼ばれて
3. 嫁姑ついに激突!
4. 新旧・夫の対決
5. 別居の危機
6. 一家騒然・父の愛人ストーカー現わる!
7. 嫁・波乱の同居!
8. 姑めぐり夫婦衝突
9. 母・怒りの家出
10. 新たな旅立ち・嫁姑親子、夫婦、兄弟たちが、今日大きな転機を迎える!! （最終回2時間スペシャル、20:00 - 21:49）

## 放送局
- テレビ東京（製作局）
- テレビ北海道
- テレビ愛知
- テレビ大阪
- テレビせとうち
- TXN九州（現・TVQ九州放送）